# Trener roku I ligi polskiej w koszykówce kobiet
Trener roku I ligi polskiej w koszykówce kobiet – nagroda przyznawana corocznie od sezonu 2015/2016 najlepszym trenerom poszczególnych grup I ligi koszykówki żeńskiej w Polsce, reprezentującej II poziom rozgrywkowy w kraju. Wyboru dokonują trenerzy drużyn I ligi. Według regulaminu trenerzy nie mogą głosować na samych siebie.

## Laureaci
| Sezon     | Grupa A                                             | Grupa B                                                      |
| --------- | --------------------------------------------------- | ------------------------------------------------------------ |
| 2015/2016 | Maciej Gordon (AZS Uniwersytet Warszawski)          | Andrzej Kowalczyk (TS Ostrovia Ostrów Wielkopolski)¹         |
| 2016/2017 | Włodzimierz Augustynowicz (AZS Uniwersytet Gdański) | Maciej Brodziński (Pomarańczarnia MUKS Poznań)               |
| 2017/2018 | Lubow Szwecowa-Knap (Politechnika Gdańska)          | Wojciech Eljasz-Radzikowski (AZS Politechnika Korona Kraków) |
| 2018/2019 | Włodzimierz Augustynowicz (AZS Uniwersytet Gdański) | Leszek Marzec (KS JAS-FBG Zagłębie Sosnowiec)                |
| 2019/2020 | Jacek Rybczyński (MKS Pruszków)                     | Adam Kubaszczyk (CTL Zagłębie Sosnowiec)                     |
| 2021/2021 | Maciej Gordon (SKK Polonia Warszawa)                | Wojciech Downar-Zapolski (AZS Politechnika Korona Kraków)    |
| 2021/2022 | Jacek Rybczyński (Iodica TopMarket MKS Pruszków)    | Maciej Brodziński (MUKS Poznań)                              |
| 2022/2023 | Piotr Rozwadowski (Grot F&F Automatyka Pabianice)   | Michał Sumara (Wisła CanPack Kraków)                         |

¹ – nagroda przyznana trenerowi pośmiertnie za zasługi